# 玛尔塔·M·拉尔
玛尔塔·M·拉尔（1965年—）是一位英国古人类学家，剑桥大学教授。她出生于阿根廷布宜诺斯艾利斯，本科毕业于巴西的圣保罗大学，硕士和博士毕业于剑桥大学。